# Vredens druvor
Vredens druvor (originaltitel: Grapes of Wrath) är en roman från 1939 av John Steinbeck. Romanen vann Pulitzerpriset för skönlitteratur 1940. Den anses vara en av de stora amerikanska romanerna.

## Handling
Under depressionen drivs den fattiga familjen Joad från sitt hem. De söker sig mot Kalifornien tillsammans med tusentals andra familjer som drivits bort från sina gårdar. Väl där märker de att det är ont om jobb och att de jobb som finns är kraftigt underbetalda. Familjen Joad blir tvungna att leva i fattigdom med krossade drömmar, medan familjen splittras och löses upp.
Boken handlar till stor del om den hänsynslöshet som de rika jordägarna visar upp mot de fattiga immigranterna, men också om den samhörighet och solidaritet som växer fram bland de fattiga lycksökarna som alla har kommit till Kalifornien med drömmen om ett bättre liv.

## Filmatiseringar
Redan året efter boken publicerades hade Hollywoods filmversion premiär, regisserad av John Ford och med Henry Fonda i huvudrollen som Tom Joad. Första halvan av filmen följer boken nära, men den andra halvan samt slutet skiljer sig markant från boken.